# مغارة أفقا

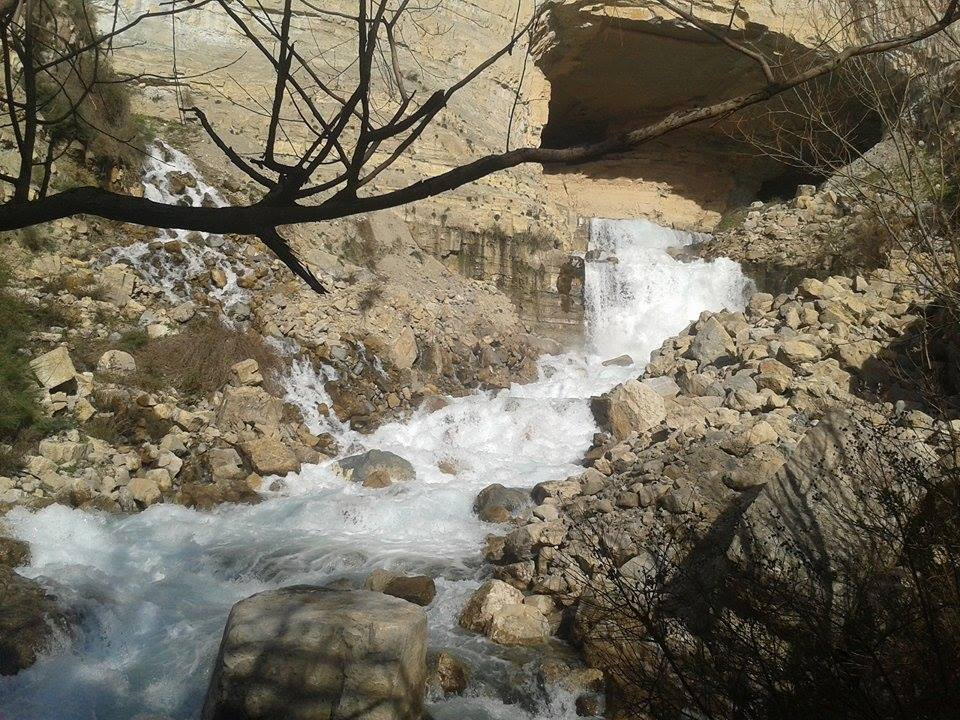
مغارة أفقا شتاء 2015

مغارة أفقا القديمة العهد، حيث اعتقد القدماء أنها مكان ولادة أدونيس، في جرود بلاد جبيل- كسروان، على مسافة 80 كلم شمال شرقي بيروت، في منطقة جبلية ترتفع عن سطح البحر 1100، وتضم شلالات كبيرة. وتتدفق من مغارة - أو مغارات - أفقا مياه نهر إبراهيم الذي كان يعرف قديما بنهر أدونيس. والمغارة مفتوحة على هاوية يزيد عمقها على 200 متر.

## الهياكل
أقام الفينيقيّون المعابد تمجيدا لآلهتهم، وكان أشهرها معبدي أدونيس وعشتار في مغارة أفقا، وكان الهيكل يتالّف من 3 أقسام هي:
- القسم الدّاخلي موضع الإله وعبادته.
- القسم الخارجي وهو المعبر إلى الدّاخل.
- السّاحة العامّة، وكانت مساكن الكهنة والموظّفين إلى جانبها.